# 松巴萬加
松巴萬加（Sumbawanga）是坦桑尼亞西部的城市，也是魯夸區的首府，2002年人口普查顯示人口約150,000，經濟活動主要是農業和小型生意，是魯夸區的商業中心，有塑膠和電子産品出售。